# Ivano-Blahodatne, raionul Kirovohrad, regiunea Kirovohrad
Ivano-Blahodatne (în ucraineană Івано-Благодатне) este o comună în raionul Kirovohrad, regiunea Kirovohrad, Ucraina, formată numai din satul de reședință.

## Demografie
Componența lingvistică a comunei Ivano-Blahodatne
     Ucraineană (91,5%)
     Rusă (7,93%)
     Alte limbi (0,42%)
Conform recensământului din 2001, majoritatea populației comunei Ivano-Blahodatne era vorbitoare de ucraineană (91,5%), existând în minoritate și vorbitori de rusă (7,93%).